# Vaterpolski klub Šibenik
Le Vaterpolski klub Šibenik est un club croate de water-polo de Šibenik.

## Historique
Dans les années 1970, le Vaterpolo klub Solaris (du nom de sa piscine) s'illustrent dans le championnat masculin de Croatie, puis dans le champion fédéral de Yougoslavie dans les deux décennies suivantes marquées par une demi-finale en trophée de la Ligue européenne de natation.
Au début des années 2000, le club doit jouer à Split entre la fermeture de la piscine Solaris et l'ouverture du nouveau centre nautique Prgin. Au terme de la saison 2006-2007, l'équipe est finaliste du trophée LEN et perd contre le Sintez Kazan.
Troisième après la phase finale du championnat en 2008 et 2009, le club participe aux deux premières éditions de la Ligue adriatique.

## Palmarès water-polo masculin
- Finaliste du trophée LEN en 2007[4].